# Autoportret przekorny
”Autoportret przekorny”. Rozmowy z Aleksandrem Fiutem – zbiór rozmów z Czesławem Miłoszem przeprowadzonych  w latach 1979-1994.

## Wydania
Pierwsza seria rozmów przeprowadzona została w Paryżu w czerwcu 1979 i pierwotnie nie była przeznaczona do druku. Miała służyć jako materiał pomocniczy do przygotowywanego przez rozmówcę obszernego studium o poezji Miłosza. W formie książkowej, zawierającej 22 rozmowy oraz 36 czarno-białych ilustracji, ukazała się w Wydawnictwie Literackim 1981 pod tytułem Rozmowy z Czesławem Miłoszem.
Druga seria rozmów nagrana została w Berkeley w 1982 i wraz z serią pierwszą wydana została w 1988 również w Wydawnictwie Literackim pod tytułem Czesława Miłosza autoportret przekorny. Edycję zawierającą 28 rozmów opatrzono 41 czarno-białymi reprodukcjami zdjęć i dokumentów. Pominięto rozmowę przeprowadzoną podczas uroczystości noblowskich w Sztokholmie w grudniu 1980.  
Do kolejnego wydania książki w 1994 włączono 5 nowych wywiadów drukowanych wcześniej na łamach czasopism („Tygodnik Powszechny”, „Teksty Drugie” i „Dziennik Polski”).
W serii Dzieła zebrane wszystkie 33 rozmowy wydano pod tytułem ”Autoportret przekorny”. Rozmowy z Aleksandrem Fiutem (2003). Zrezygnowano z fotografii, zachowano podział na części i dodano napisany w listopadzie 2002  r. autokomentarz Miłosza pt. Przypis po latach.

## Tematy rozmów
Część I:
- Żagary
- Spotkania i konfrontacje
- Wobec poetów anglosaskich
- „Dolina Issy”
- Między poezją i prozą
- Myśleć wierszem
- Lektury zapamiętane
- Ziarno obłędu
- Poetyckie powinowactwa z wyboru
- Lekcja kultury antycznej
- Moment wieczny
- Sekretny zjadacz trucizn manichejskich
- Norwid i Mickiewicz
- Preferencje filozoficzne
- Miasto bez imienia
- W okupowanej Warszawie
- Po wojnie
- Za granicą
- Kraj wielkiej samotności
- Ukryty nurt
- Litwa gniazdowa

Część II:
- Dwór i okolice
- Gimnazjum
- Uniwersytet
- Wilno
- Praca i podróże
- Próby oceny
- Obraz poety

Część III:
- O przestrzeni
- Noblista w oczach czytelników
- O literaturze Europy Środkowej
- Polska szkoła w poezji
- Powroty do Krakowa

## Przekłady na języki obce
- Miłosz racconta Miłosz. Conversazioni con A. Fiut, Bologna: CSEO Biblioteca, 1983
- Milosz par Milosz, Paris: Fayard, 1986 (skrót)
- Maištingas Czesławo Miłoszo autoportretas, Vilnus: Alma Littera, 1997
- Besedy s Česlavom Milošem, Moskva: Novoe Izdatel’stvo, 2007
- Prkosni autoportret Česlava Miloša, Beograd: Albatros Plus, 2012

## Recenzje i omówienia
- Bednarczyk Ryszard, Miłosz uczłowieczony, „Życie Literackie” 1989, nr 4, s. 10.
- Dużyk Józef, Tęsknota za przeszłością, „Dziennik Polski” 1988, nr 181, s. 4.
- Hałaś Marcin, „Tak i nie” 1989, nr 1, s. 13.
- Janowicz Leon, Klucz do Miłosza, „Kurier Polski” 1988, nr 182, s. 5.
- Jeleński Konstanty, Jestem Miłoszem, Miłoszem być mogę…, „Kultura” (Paryż) 1983, nr 11, s. 137-143.
- Jędrzejczyk Olgierd, Życie Miłosza w wywiadach opowiedziane, „Gazeta Krakowska” 1981, nr 228, s. 5.
- Klejnocki Jarosław, Autointerpretacje Czesława Miłosza, „Świat Książki” 1988, nr 4, s. 23.
- Krassowski Maciej, Bezcenny żywioł mowy potocznej, „Wiadomości Kulturalne” 1994, nr 24, s. 20.
- Królak Tomasz, Portret własny, „Przegląd Katolicki” 1988, nr 49, s. 6.
- Laguna Konrad, „Życie Warszawy” 1988, nr 199, s. 5.
- Lektor (Tomasz Fiałkowski), Miłosz widziany przez Miłosza, „Tygodnik Powszechny” 1994, nr 42, s. 13.
- Marx Jan, Wizerunek własny Miłosza, „Kultura” 1988, nr 35, s. 9.
- M.J., Rozmowy z Miłoszem, „Opole” 1988, nr 12, s. 21-22.
- Pawelec Dariusz, Wyprowadzanie z nicości, „Twórczość” 1989, nr 2, s. 110-113.
- Pilch Jerzy, Pogwarki z Miłoszem, „Echo Krakowa” 1981, nr 231, s. 4.
- Stanuch Stanisław, Rozmowy z Miłoszem, „Dziennik Polski” 1981, nr 230, s. 3.